# Sant Martí de Puigbò
Sant Martí de Puigbò és una parròquia del municipi de Gombrèn (Ripollès) inclosa en l'Inventari del Patrimoni Arquitectònic de Catalunya. Està situada a 1.120 m. d'altitud, a la capçalera d'una alta vall afluent de el Merdàs, el sud-est del terme, al casat de Puigbò.

## Descripció
L'església de planta rectangular té dues capelles laterals a la zona del presbiteri i encara queden restes del cor a la part oposada de la nau. La teulada és de cabirons de fusta i teula àrab; a l'interior aquesta està amagada per una falsa volta de mig punt feta de maons. L'interior conserva restes de pintures, molt degradada, d'època neoclàssica. La porta s'obre al cantó sud i dona directament al cementiri i a una eixida tancada per un mur que la separa dels camps. Externament els murs i la coberta són coberts per una espessa heura, que ha fet enfonsar-se la coberta a la part del presbiteri i de retruc ha enfonsat la falsa volta interior de maó. L'església té un campaneret de cadireta totalment cobert per heures.

## Història
Aquesta església va ésser construïda el 1737 en substitució de la primitiva romànica, de la qual existeixen restes, per a continuar les funcions de parròquia del veïnat de Puigbò. A la llinda de la porta hi ha gravada la data de 1806, potser correspon a una reestructuració o modernització de la parròquia. Hom pensa que les pintures de l'interior, motius figuratius i arquitectònics, deuen correspondre a aquesta època. La parròquia va caure en decadència en començar el despoblament dels masos que componen el veïnat, i ha arribat fins a nosaltres en estat de semi ruïna. Fins ara servia com a magatzem del mas Puigbò. No té culte des de 1939.
Esmentada des del 1140 amb el nom de Sant Martí de Puigmal (nom que canvià per Puigbò al segle xiii), de la primitiva església només hi ha unes restes, amb l'absis encara sencer i indicis de fortificació, situades a la punta del serrat, apoca distància de l'actual. Resten només dues famílies de les 12 que havia tingut la parròquia.